# Malborghetto-Valbruna
Malborghetto-Valbruna (en frioulan : Malborghet e Valbrune, en allemand : Malborgeth-Wolfsbach, en slovène : Naborjet-Ovčja vas) est une commune italienne d'environ 1000 habitants, de la province d'Udine dans la région autonome du Frioul-Vénétie Julienne en Italie.

## Géographie

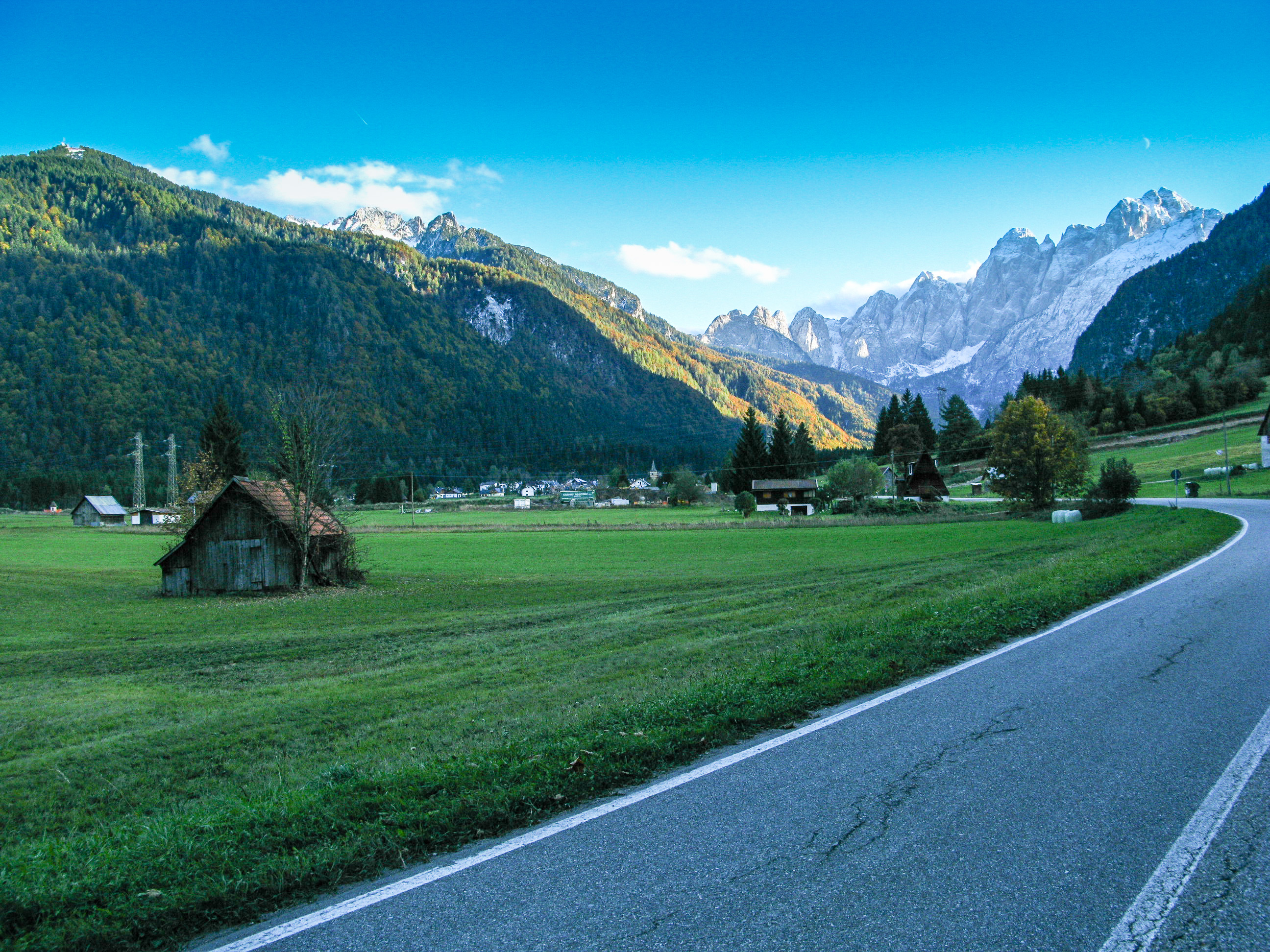
Vue sur Valbruna et le massif du Montasch.

La commune est située à une altitude d'environ 750 mètres dans la partie centrale de la val Canale, à l'ouest de la ligne de partage des eaux entre la mer Adriatique (les rivières Fella et Tagliamento) et la mer Noire, qui passe au col de Camporosso à l'ouest. La vallée sépare la crête des Alpes carniques, au nord, des Alpes juliennes au sud et des Karavanke à l'est; elle est traversée par l'autoroute italienne A23 et la voie ferrée Pontebbana. Au sud, le massif du Jôf Fuart et du Montasch s'élève à une hauteur de 2 754 m.
Le territoire communal de Malborghetto-Valbruna est limitrophe de l'Autriche au nord; les communes limitrophes dans la val Canale sont Tarvisio à l'est et Pontebba à l'ouest.

## Histoire
Au Moyen-Âge, le village de Buonborgeth appartint au duché de Carinthie. Après son élection en 1002, le roi Henri II du Saint-Empire céda la val Canale et la cité de Villach à son neveu et partisan, l'évêque Eberhard de Bamberg. La vallée resta entre les mains des princes-évêques de Bamberg qui contrôlèrent le chemin à travers les Alpes jusqu'en 1759. Le territoire réintégra la Carinthie et la monarchie de Habsbourg sous le règne de l'impératrice Marie-Thérèse.

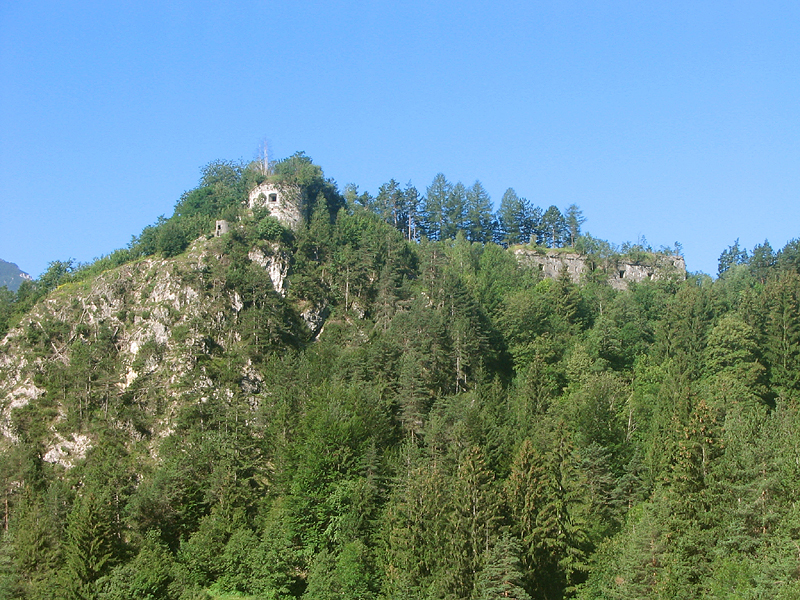
Les ruines du Fort Hensel.

Vers l'an 1420, le territoire situé de l'autre côté de la frontière à Pontebba fut conquis par les forces de la république de Venise. Les souverains de la maison de Habsbourg firent alors construire des fortifications à Malborgeth pour se défendre. Cette forteresse, appelée aujourd'hui Fort Hensel, a été occupée par les troupes françaises sous le commandement du général André Masséna lors de la campagne d'Italie en 1797 et de nouveau par les troupes du vice-roi italien Eugène de Beauharnais en 1805. En mai 1809, les forces de l'archiduc Jean-Baptiste d'Autriche ont défendu le fort pendant trois jours contre le 102e régiment d'infanterie de ligne ; de ce fait, le corps français n'a pas pu participer à la bataille d'Essling.
Après la Première Guerre mondiale et la conclusion du traité de Saint-Germain en 1919, la val Canale avec Malborghetto-Valbruna est intégrée au royaume d'Italie.

## Administration
| Période                                  | Période | Identité | Étiquette | Qualité |
| ---------------------------------------- | ------- | -------- | --------- | ------- |
|                                          |         |          |           |         |
| Les données manquantes sont à compléter. |         |          |           |         |

### Hameaux
Bagni di Lusnizza, Malborghetto, Santa Caterina, Ugovizza, Valbruna.

### Communes limitrophes
Chiusaforte, Dogna, Pontebba, Tarvisio

## Personnalités liées à Malborghetto-Valbruna
- Julius Kugy (1858-1944), alpiniste et écrivain, possédait une maison de vacances à Valbruna.